# Nejc Zaplotnik
Jernej (Nejc) Zaplotnik (Kranj, 16. travnja 1952. – Himalaja, 24. travnja 1983.), slovenski je alpinist.
Zajedno s Andrejem Štremfeljem bio je prvi Slovenac koji se popeo na najviši vrh svijeta Mount Everest. Njegovi prijašnji i kasniji usponi uvrstili su ga među legende slovenskog alpinizma.

## Životopis
Osnovnu školu i gimnaziju završio je u Kranju, u Ljubljani je započeo studij psihologije, da bi se kasnije prebacio na Fakultet za tjelesnu kulturu. Od 1975. do 1980. radio je kao učitelj tjelesnog odgoja.
Od 1969. godine posvetio se alpinizmu. Obavio je preko 350 uspona svih težina po Europi, Africi i Sjevernoj Americi. Među najznačajnijim penjačkim usponima prvo su zimsko ponavljanje Trikota (Kamniške Alpe), prvenstveni uspon Jernejev steber u stijeni Dolgega hrbta, Salathe u stijeni El Capitana, prvenstveni uspon u stijeni Mawenzija te kasniji uspon na Kilimanjaro.

## Izdvojeni usponi
- 1975. sudjeluje na ekspediciji na Makalu te je jedan od penjača koji su se uspješno popeli na vrh po prvenstvenom smjeru.

- 1977. sudjeluje na ekspediciji na Gasherbrum I, te se popeo na vrh, zajedno s Andrejem Štremfeljom. I ovaj uspon je bio po prvenstvenom smjeru.

- 1979. sudjeluje na prvoj jugoslavenskoj ekspediciji na Mount Everest, te se zajedno s Andrejem Štremfeljom 13. svibnja popeo na vrh, zaključivši prvenstveni uspon po Zapadnom grebenu.[3]

- 1981. sudjeluje na ekspediciji na južnu stijenu Lhotsea. Zajedno s Andrejem Štremfeljom i Pavlom Podgornikom, dostigli su najvišu točku na ekspediciji na 8250 m, prije nego što su morali odustati.

- 1983. godine sudjeluje na prvoj splitskoj ekspediciji na Manaslu u nepalskoj Himalaji. Prilikom jednog aklimatizacijskog uspona na planinu, tik iznad logora 1, poginuo je u ledenom odronu koji se srušio s južne stijene. Supenjači su uspjeli otkopati njegovo tijelo, te je pokopan nešto niže, na ledenjačkoj moreni.

## Nagrade i priznanja
- 1976.
- 1979.
- 2003. proglašen je počasnim građaninom Kranja[4]

## Djela
Njegovo autobigorafsko djelo Put (Pot) objavljeno 1981. godine, postalo je "klasik" slovenske alpinističke literature, te poslužilo za inspiraciju kasnijim generacijama vrhunskih slovenskih alpinista.